# Kanui & Lula
Kanui & Lula war der Name eines hawaiischen Musikerduos, das aus William Kanui und seiner Ehefrau Lula bestand.

## Werdegang
William Kanui spielte eine Hawaii-Gitarre, seine Frau spielte Gitarre und Ukulele und tanzte den traditionellen Tanz Hula, aufgeführt wurden sowohl Stücke der Volksmusik als auch neu entstandene Titel. Konzertreisen führte das Duo bis nach Europa, wo ab 1922 zahlreiche Schallplattenaufnahmen entstanden.
Kanui & Lula trugen maßgeblich zur künstlerischen Rezeption hawaiischen Liedgutes bei. Ihre Aufnahme des Liedes Oua Oua wurde 2001 von der österreichischen Mobilfunkmarke max.mobil. in einem Werbespot genutzt und neu veröffentlicht. Auf der CD befand sich auch ein Remix der Max Brothers, der für mehrere Wochen die österreichischen Singlecharts anführte und 2002 den Amadeus Austrian Music Award in der Kategorie Single des Jahres national erhielt.